# Kaštel Žegarski
Kaštel Žegarski falu Horvátországban Zára megyében. Közigazgatásilag Obrovachoz tartozik.

## Fekvése
Zárától légvonalban 50, közúton 68 km-re keletre, községközpontjától légvonalban 15, közúton 19 km-re délkeletre, Dalmácia északi részén, a Bukovica tájegységen, a Zrmanja folyásától délre, a folyó forrása közelében fekszik.

## Története
Žegar története a korabeli források alapján a 16. századig követhető vissza, de valószínűsíthető, hogy ennél valamivel előbb keletkezett. A szerbek betelepülése az 1527-es török hódítással van összefüggésben. A Murat szandzsákbég vezette török sereg 1527. március 30-án foglalta el Obrovacot a Magyar Királyságtól. Még az évben elesett Karin vára is. Az első szerb betelepülők török szolgálatban harcoló zsoldosok, ún. martalócok voltak. Velük együtt valószínűleg muzulmán népesség is érkezett, akiknek jelenléte egészen a moreai háborúig kimutatható. A szerb polgári lakosság Boszniából vagy Hercegovinából érkezett. Žegar egyike lett annak a számos északdalmát településnek, ahol a török toronyvárat épített. A település első említése 1582-ből származik, ez év júliusában vagy augusztusában ugyanis a zenggi uszkókok felgyújtották Žegart. Az uszkók támadás ebben az évben még kétszer megismétlődött. Az uszkókok fogságába került a žegari martalócok vezére Nikola Vukšić is, aki korábban korábban Zára környékét és a Pag szigetet fosztogatta végig. Az uszkókok 1591 szeptemberében újra támadták Žegart. A korabeli források szerint a kandiai háború kezdetén 1645 első felében a žegariak parancsnoka Hasan Nemibegović volt. A háborús pusztítás elől a szerb katonaság és lakosság legnagyobb része 1647-ben és 1648-ban a biztonságosabb velencei területekre, Udbina vidékére, majd Ravni kotari területére, Posedarje, Islam Grčki és Zemunik környékére vándorolt. Innen kiindulva részt vettek a török elleni hadműveletekben, így 1650-ben a hegyeken átkelve Boszniában támadták a törököt kirabolva hat nagyobb települést és felgyújtva két török várat. Amikor 1683-ban a török sereg Bécs alatt vereséget szenvedett a keresztény hadak ellentámadásba mentek át. Az ezt követő hadműveletek eredményezték Dalmácia nagy részének felszabadítását a török uralom alól. A török elleni felkelés vezetői Stojan Janković testvére Ilija Janković és a žegari születésű Janko Mitrović voltak. A felkelők felszabadították Knin, Skradin és Obrovac városait. 1683 decemberében a Žegart kifosztó felkelők parancsnoka Ilija Janković volt, akihez a morlakok mellett zenggi uszkókok is csatlakoztak. 1684-ben a település végleg felszabadult a török uralom alól és a Velencei Köztársaság része lett. Ezt követően főként a horvát tengermellékről telepítették be újra. A velencei uralom 1797-ig tartott. Miután a francia seregek felszámolták a Velencei Köztársaságot és a campo formiói béke értelmében osztrák csapatok szállták meg. 1806-ban a pozsonyi béke alapján a Francia Császárság Illír Tartományának része lett. 1815-ben a bécsi kongresszus újra Ausztriának adta, amely a Dalmát Királyság részeként Zárából igazgatta 1918-ig. 1857-ben 1315, 1910-ben 799 lakosa volt. Még 1908-ban megalakult a helyi szerb takarék és földművesszövetkezet, mely növelte a település gazdasági jelentőségét. Az első világháború után előbb a Szerb-Horvát-Szlovén Királyság, majd Jugoszlávia része lett. A második világháború idején 1941-ben Dalmácia Olaszország fennhatósága alá került. Itt húzódott az olasz területek határa, melyet Zrmanja folyó képezett. Az 1943. szeptemberi olasz kapituláció, majd német megszállás után újra Jugoszlávia része lett. 1991-ben lakosságának 99 százaléka szerb nemzetiségű volt. 1991-től szerb lakói csatlakoztak a Krajinai Szerb Köztársasághoz. A Vihar hadművelet idején 1995 augusztusában a horvát hadsereg visszafoglalta a települést, melynek lakossága elmenekült. A településnek 2011-ben 135 lakosa volt.

## Lakosság
| Lakosság változása | Lakosság változása | Lakosság változása | Lakosság változása | Lakosság változása | Lakosság változása | Lakosság változása | Lakosság változása | Lakosság változása | Lakosság változása | Lakosság változása | Lakosság változása | Lakosság változása | Lakosság változása | Lakosság változása | Lakosság változása |
| ------------------ | ------------------ | ------------------ | ------------------ | ------------------ | ------------------ | ------------------ | ------------------ | ------------------ | ------------------ | ------------------ | ------------------ | ------------------ | ------------------ | ------------------ | ------------------ |
| 1857               | 1869               | 1880               | 1890               | 1900               | 1910               | 1921               | 1931               | 1948               | 1953               | 1961               | 1971               | 1981               | 1991               | 2001               | 2011               |
| 1.315              | 1.323              | 655                | 633                | 770                | 799                | 1.832              | 1.671              | 509                | 538                | 595                | 574                | 598                | 480                | 53                 | 135                |

## Nevezetességei
- A Zrmanja közelében fekvő temető közepén áll Szent György tiszteletére szentelt szerb pravoszláv temploma. A templomot 1987-ben építették a 17. századi templom alapjain neoromán stílusban. Egyhajós épület, homlokzata felett dalmát stílusú, biforámás nyílású pengefalú harangtoronnyal. Berendezésének legértékesebb része az ikonosztáz, melynek nagy része még a régi templomból származik. A templomot temető övezi régi és újabb sírokkal, köztük mintegy ötven késő középkori sírkővel. Ezek közül hat sírkövön látható díszítés.[5]

- A templomtól távolabb a krupai kolostor felé vezető úton egy az osztrák uralom idején épített elegáns többnyílású híd (alsó híd)[6] áll, melyet a korabeli források tanúsága szerint egy régebbi híd helyén építettek.[5] A faragott kőből épült hídnak öt íve van, amelyből a középső a legnagyobb. Az ívek négy pilléren nyugszanak, amelyek a folyásiránnyal elletétes oldalon háromszög alakú hullámtörőkben végződnek. A híd mellvédje masszív fal formájában készült, járószintje a közepe felé kissé emelkedik. A hidat a levéltári adatok említik a 18. - 19. században és 1885-ben az osztrák-magyar hatóságok általi átépítéssel nyerte el jelenlegi megjelenését.

- A felső híd[7] Prndelji falu közelében ível át a Zrmanja folyón. A híd kocka alakú faragott kövekből épült, és négy egyenlő, félköríves ívből áll, amelyek pilléreken nyugszanak. A híd vízszintes vonalvezetésű, és a közúti forgalmat szolgálja. Felépítése és felépítésének a módja a 19. századra jellemző.